# Соната для фортепіано № 5 (Прокоф'єв)
Соната для фортепіано №5 С. Прокоф'єва  до мажор. Існує в двох редакціях. Перша версія написана у 1923 році, позначена як op. 38 і вперше виконана автором 9 березня 1924 року в Парижі. Друга редакція була зроблена автором у 1952-1953 роках і позначена як op. 135. В новій редакції Соната вперше прозвучала 2 лютого 1954 року в Алматі у виконанні Анатолія Ведерникова.
В обох редакціях Соната має три частини:
1. Allegro tranquillo
2. Andantino
3. Un poco allegretto